# Santa Rita (Pampanga)
Santa Rita è una municipalità di quarta classe delle Filippine, situata nella Provincia di Pampanga, nella regione di Luzon Centrale.
Santa Rita è formata da 10 baranggay:
- Becuran
- Dila-dila
- San Agustin
- San Basilio
- San Isidro
- San Jose (Pob.)
- San Juan
- San Matias
- San Vicente
- Santa Monica